# Bo Widén
Bo Sverker Widén (4 novembre 1934) è un ex cestista svedese.
È il fratello di Örjan e Staffan Widén.

## Carriera
Con la Svezia ha disputato tre edizioni dei Campionati europei (1953, 1955, 1961).